# Velocidad de flanco
La velocidad de flanco es un término náutico que se refiere a la velocidad máxima verdadera de un buque, más allá de la velocidad que puede ser alcanzada al viajar a toda velocidad. Usualmente, la velocidad de flanco está reservada para situaciones en que el buque se encuentra en un peligro inminente, tal como en caso de estar bajo ataque por aviones. La velocidad de flanco es poco eficiente en el uso del combustible y a menudo no se puede sostener debido a problemas de sobrecalentamiento de los motores.
Por ejemplo, la velocidad más económica para el buque de combate litoral es de 20 nudos (37 km/h) lo que le da un alcance de 4300 millas náuticas (7964 km), y una autonomía de 215 horas. Este buque tiene una velocidad de flanco de 50 nudos (93 km/h) pero puede viajar solo 1500 millas náuticas (2778 km) a esa velocidad, agotando su combustible en 30 horas. Así, su "velocidad de flanco" consume combustible siete veces más rápido que su velocidad más económica.
Otras velocidades incluyen un tercio, dos tercios, estándar y total. Un tercio y dos tercios son fracciones en relación con la velocidad estándar. La velocidad total es más alta que la estándar, pero no tan alta como la de flanco. La de emergencia puede no ser tan rápida como la de flanco pero indica que el buque podría ser llevado hasta su velocidad máxima en la tiempo más corto posible.
En los buques de superficie con propulsión nuclear, la diferencia entre la velocidad total y la velocidad de flanco es de menor significancia, debido a que estas embarcaciones pueden ser operadas a una velocidad muy cercana o en la velocidad máxima verdadera por periodos de tiempo virtualmente ilimitados. En la propulsión nuclear para submarinos estadounidenses, la velocidad total es la obtenida con un 50% de la potencia total del reactor. La velocidad de flanco es con un 100% de la potencia del reactor, aunque dependiendo de los detalles específicos de la planta de propulsión, los límites para la primera etapa de la turbina de propulsión, o los límites para la potencia termal del reactor (en MW) pueden ser alcanzados antes de que se alcance el 100% de la potencia del reactor. Adicionalmente, para la velocidad de flanco, también las bombas principales de refrigerantes del reactor deben ser puestas a una velocidad más rápida.